# Фугат

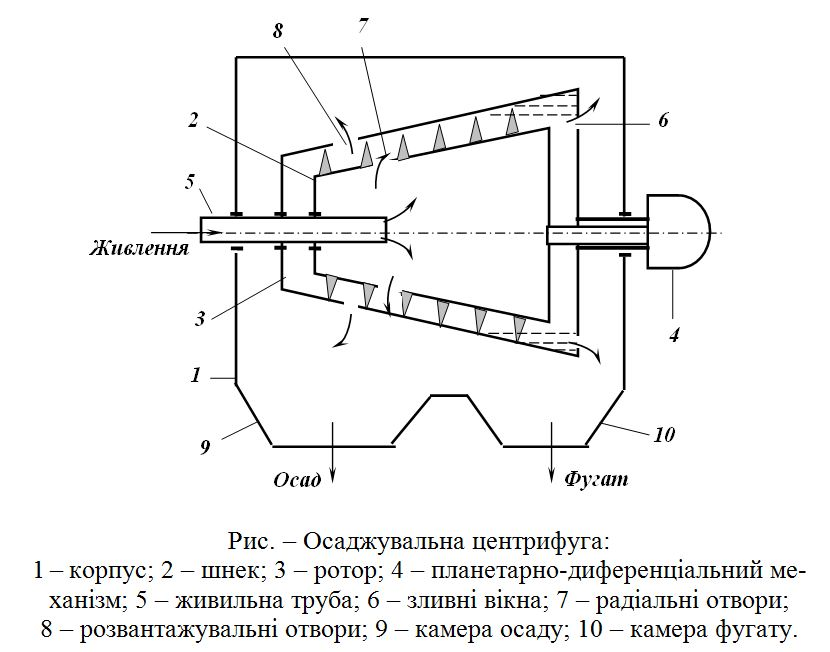
Фугат — рідкий продукт центрифугування.

Фугат (рос. underflow, centrate, centrifugate, нім. Fugat n) — рідкий продукт центрифугування, що виділяється при зневодненні сипкого матеріалу. У фільтрувальних центрифугах це підрешітний продукт, у відсаджувальних — злив. Крім води фугат містить у собі домішку твердої речовини у кількостях, що залежать від вихідного матеріалу і досконалості процесу зневоднення. Ця домішка може досягати для вугілля 25—35 % (центрифуга НОГШ-1350) і більше. Мінімальна домішка твердого у фугатах зафіксована для вуглемасляного аґломерату, приготованого на попередньо збагаченому вугіллі при максимальних факторах розділення (центрифуга НОГШ-350, фактор 2000) — до 5—10 г/л.